# Diana Hyland
Diana Hyland (* 25. Januar 1936 in Cleveland Heights, Ohio als Diana Gentner; † 27. März 1977 in Los Angeles) war eine US-amerikanische Schauspielerin.

## Leben und Karriere
Von 1955 an war Diana Hyland vor allem als Darstellerin in US-amerikanischen Fernsehserien bekannt, von denen mehrere auch im deutschen Fernsehen gezeigt wurden, darunter Dr. Kildare (1961), Twilight Zone (1964), Auf der Flucht (1964–1967), FBI (1967–1972), Peaton Place (1968–1969), Dr. med. Marcus Welby (1971–1975), Alias Smith und Jones (1971), Rauchende Colts (1973), Cannon (1975) und Einsatz in Manhattan (1976).
1959 konnte sie am Broadway einen beachtlichen Erfolg in Tennessee Williams’ Süßer Vogel Jugend verbuchen.
Im Bereich des Kinofilms stellte sie 1964 in One Man’s Way Ruth Stafford Peale dar, 1966 wirkte sie in Ein Mann wird gejagt an der Seite von Marlon Brando, Jane Fonda und Robert Redford mit.
Im Mai 1976 begann Hyland eine Beziehung mit dem um 18 Jahre jüngeren John Travolta, mit dem zusammen sie im Fernsehfilm The Boy in the Plastic Bubble spielte.
Im Alter von 41 Jahren starb Diana Hyland an Brustkrebs. Sie hinterließ einen damals vierjährigen Sohn aus ihrer 1969 geschlossenen und 1975 geschiedenen Ehe mit Joseph Goodson. Posthum wurde sie für ihre Rolle in The Boy in the Plastic Bubble mit einem Emmy geehrt, den Travolta an ihrer Stelle in Empfang nahm.

## Filmografie (Auswahl)
- 1964: One Man’s Way
- 1966: Ein Mann wird gejagt (The Chase)
- 1966: Smoky, Freund aus der Wildnis (Smoky)
- 1966: Auf der Flucht (The Fugitive)
- 1968: Die nackte Tote (Jigsaw)
- 1976: The Boy in the Plastic Bubble